# Amaurobius palomar
Amaurobius palomar là một loài nhện trong họ Amaurobiidae.
Loài này thuộc chi Amaurobius. Amaurobius palomar được miêu tả năm 1972 bởi Leech.